# 巴希亞 (加利福尼亞州)
巴希亞（英語：Bahia）是位於美國加利福尼亞州索拉諾縣的一個非建制地區。該地的面積和人口皆未知。

## 地理
巴希亞的座標為38°05′48″N 121°06′11″W / 38.09667°N 121.10306°W，而該地的平均海拔高度為2米（即7英尺）。